# 保々地区
保々地区（ほぼちく）は、三重県四日市市の地区の一つ。1957年に四日市市に編入された三重郡保々村の村域にあたり、四日市市役所保々地区市民センターの管轄区域である。

## 概要
市内の最北西部に位置する地区。かつては養蚕が盛んな地域だった。朝明川沿いの地区で保々駅は三岐鉄道三岐線の拠点駅である。
地区内には朝明高校がある。本田技研工業（ホンダ）系メーカーの八千代工業四日市製作所などの自動車産業を中心とするデンソー髙見工業団地が造成された。三重県が整備した「県営北勢中央公園」があり1982年（昭和57年）に「高見台団地」「高見台ヒルズ団地」が造成されて人口が増加した。三岐鉄道の大長駅が北勢中央公園口駅に改称された。

### 地名の由来
- 保々（ほぼ）地区の 地名の由来は、平安時代以降に成立した国衙領内の行政単位が保であったのが由来である。

保々地区には、縄文時代後期から鎌倉時代の期間に至る複合的な遺跡の丸岡遺跡がある。戦国時代には北勢四十八家の朝倉氏の統治下であった。保々氏や茂福城主の朝倉氏とは同じ朝倉一族郎党で連合同盟国関係であった。朝明郡に所属する西村村・市場村・中野村・小牧村の4つの村が1889年（明治22年）に合併して保々村が誕生した。寺院は保々地区内に多数あるが神社は明治時代の神社合祀政策で1つしか存在しない。
菰野町と関係が強かった事から昭和の大合併では、独立や合併先の方向性で議論がおきて四日市との市町村合併が遅れた。富洲原地区の四日市市立富洲原小中学校・富田地区の四日市市立富田小中学校と同じく市内では珍しい1小1中で地区内で単独で保々中学校に進学している。

## 地理

### 面積
面積は10.86 km2。

### 地形

#### 河川
主な川
- 朝明川

## 歴史
江戸時代には、中野村の「天春家」が、朝明郡・三重郡から員弁郡にわたる桑名藩領の北勢地域の大庄屋として栄えて天春家は保々地区の名門の家として君臨していた。
天春家で所蔵されている土地帳、貢租書、宗門改帳などの古文書は、近世江戸時代の貴重な歴史資料として四日市市の文化財となっている。
天春家は明治時代から大正時代に天春文衛が貴族院議員の多額納税者議員と衆議院議員に就任していた。

### 沿革
- 朝明郡保々村が1889年（明治22年）に成立
- 三重郡保々村が1896年（明治29年）に成立
- 1957年（昭和32年）に四日市市に編入された。

### 保々村議会議員斎藤彦助
- 保々村役場書記及び村議会議員の斎藤彦助は明治18年9月6日生まれで学務委員を務める。斎藤家の祖父家系の先祖から斎藤彦助襲名。国勢調査報告書と道路改修工事などの業務で交通機関の小牧橋を建設した功績者。[1]